# Eleições parlamentares no Timor-Leste em 2023
As eleições legislativas timorenses de 2023 foram realizadas em 21 de maio de 2023 para renovar os membros do Parlamento Nacional timorense por mais cinco anos (2023-2028).
O atual governo liderado pelo primeiro-ministro Taur Matan Ruak é composto pelo seu partido político, o Partido de Libertação Popular (PLP), em coligação com o KHUNTO, a Frente Revolucionária de Timor-Leste Independente (Fretilin) e o Partido Democrático (PD). O partido do Presidente José Ramos-Horta, o Congresso Nacional para a Reconstrução de Timor-Leste (CNRT), está na oposição apesar de ser o maior partido do parlamento. 
O CNRT venceu as eleições por larga margem de 41,6% dos votos, enquanto o seu principal rival, o Fretilin, teve o pior resultado eleitoral em toda sua história. É esperado que as eleições sejam vencidas pelo CNRT, com Xanana Gusmão sendo nomeado como o primeiro-ministro, prevendo-se a formação de um governo de coligação com o PD.